# Ленінський сільський округ (Тимірязєвський район)
Ле́нінський сільський округ (каз. Ленин ауылдық округі, рос. Ленинский сельский округ) — адміністративна одиниця у складі Тимірязєвського району Північноказахстанської області Казахстану. Адміністративний центр та єдиний населений пункт — село Ленінське.
Населення — 191 особа (2021; 477 у 2009, 941 у 1999, 1157 у 1989).
Станом на 1989 рік існувала Ленінська сільська рада (села Куба, Ленінське).

## Склад
До складу округу входять такі населені пункти:
| Населений пункт | Старі назви | Населення, осіб (1989) | Населення, осіб (1999) | Населення, осіб (2009) | Населення, осіб (2021) |
| --------------- | ----------- | ---------------------- | ---------------------- | ---------------------- | ---------------------- |
| Куба, село      | -           | 116                    | -                      | -                      | -                      |
| Ленінське, село | -           | 1041                   | 941                    | 477                    | 191                    |